# Bugatti Type 27

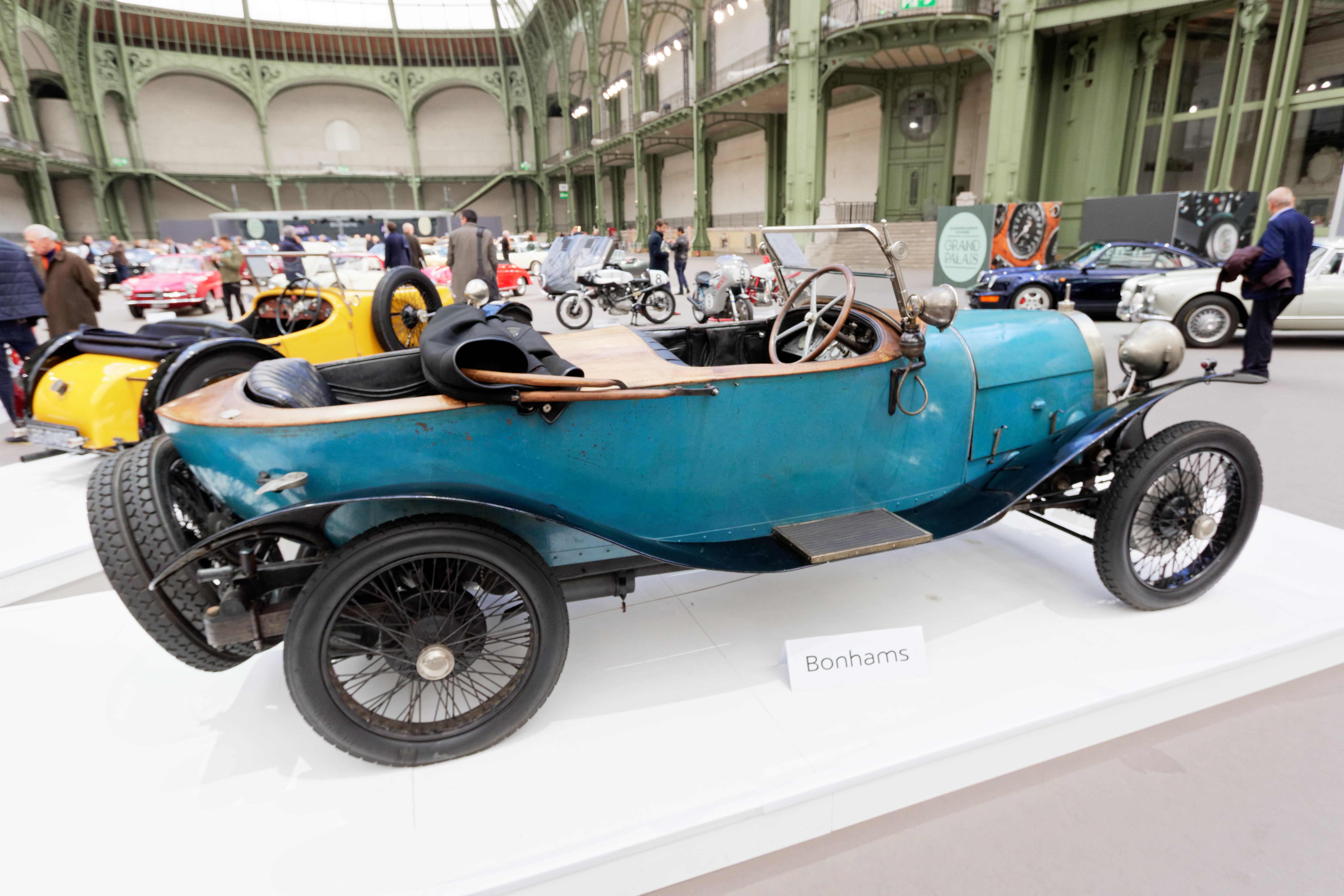
Seitenansicht

Der Bugatti Type 27 ist ein sportliches Pkw-Modell. Hersteller war Bugatti aus Frankreich.

## Beschreibung
Das Modell war eine Variante der Baureihe, die aus Type 13, Type 22 und Type 23 bestand. Einziges Verkaufsjahr war 1923.
Als Motor diente ein Vierzylinder-Viertaktmotor. Er war mit OHC-Ventilsteuerung und Vierventiltechnik ausgestattet. 69 mm Bohrung und 100 mm Hub ergaben 1496 cm³ Hubraum. Als Motorleistung sind 50 bis 60 PS angegeben. Der Motor war wassergekühlt.
Der Motor war vorne im Fahrgestell eingebaut. Er trieb über ein Vierganggetriebe und eine Kardanwelle die Hinterachse an. Gebremst wurden nur die Hinterräder.
Bekannt sind Aufbauten als zweisitzige Roadster und Tourenwagen.
Bonhams versteigerte 2017 ein erhaltenes Fahrzeug von 1923 für 506.000 Euro. Es trägt die Fahrgestellnummer 1693. Der offene Tourenwagen bietet Platz für drei Personen.